# Gmina Dobrzyniewo Duże
Die Gmina Dobrzyniewo Duże ist eine Landgemeinde im Powiat Białostocki der Woiwodschaft Podlachien in Polen. Ihr Sitz ist das gleichnamige Dorf (litauisch Dobžinevo Dužė) mit etwa 1200 Einwohnern.

## Gliederung
Zur Landgemeinde Dobrzyniewo Duże gehören 26 Ortsteile mit einem Schulzenamt:
Bohdan
Borsukówka
Chraboły
Dobrzyniewo Duże
Dobrzyniewo Fabryczne
Dobrzyniewo Kościelne
Fasty
Gniła
Jaworówka
Kobuzie
Kopisk
Kozińce
Krynice
Kulikówka
Leńce
Letniki
Nowe Aleksandrowo
Nowosiółki
Obrubniki
Ogrodniki
Podleńce
Pogorzałki
Ponikła
Rybaki
Szaciły
Zalesie
Weitere Ortschaften der Gemeinde sind Gaj, Knyszyn, Kopisk (gajówka), Mierestki, Ponikła (leśniczówka), Szaciły (leśniczówka) und Tartak.